# Urera expansa
Urera expansa är en nässelväxtart som först beskrevs av Olof Swartz, och fick sitt nu gällande namn av August Heinrich Rudolf Grisebach. Urera expansa ingår i släktet Urera och familjen nässelväxter. Inga underarter finns listade i Catalogue of Life.